# Sapiens - Un solo pianeta (settima edizione)
Le puntate della settima edizione di Sapiens - Un solo pianeta sono trasmesse su Rai 3 il sabato sera dal 16 novembre 2024 in prima serata.
| Puntata | Data             | Titolo                          | Telespettatori | Share | Note |
| ------- | ---------------- | ------------------------------- | -------------- | ----- | --- |
| 1       | 16 novembre 2024 | Lo scrigno della Terra          | 406.000        | 2,08% | Ospiti: Matthew Hart, Larry Meinert, Pietrangelo Buttafuoco, James Campbell, Fabrizio Nestola, Sid Owen, Lord Jhon Browne, Terence D'Altroy, Eamonn Gearon, Jhon Dowson, Trevor Varis, Ugo Atzori |
| 2       | 23 novembre 2024 | Impatto sapiens                 | 663.000        | 4,08% | Ospiti: Fabian Drenkhan, Mojib Latif, Pietrangelo Buttafuoco, Lewis Dartnell, Emmanuel Ndiema, Purity Kiura, Khamati Shilabukha, Bayarsaikhan Jamsranjav, Russell Gray, Jeronimo Aviles, Mbemuu Karipata, Matjiua Hengua, Anna Landherr, Volker Depkat, Flavio Bregant, Peggy Brunache                                                                    |
| 3       | 30 novembre 2024 | Il viaggio della scimmia armata | 522.000        | 3,09% | Ospiti: Pietrangelo Buttafuoco, Mike Loades, Giovanni Grieco, Elisabetta Palagi, David Anthony, Agnes Hsu Tang, Antonio Pinna, Alex Pilo, Walter Pilo, Andrew Ayton, Giobbe Covatta |
| 4       | 7 dicembre 2024  | Intelligenza naturale           | 784.000        | 5,04% | Ospiti: Pietrangelo Buttafuoco, Juliane Kaminsky, Cat Hobaiter, Stephanie King, Samadi Galpayage, Nathalie Stroeymyt, Paul Rose, Madeleine Goumas, Martin How, Sophie Sadera |
| 5       | 14 dicembre 2024 | Le radici dell' Occidente       | 626.000        | 3,93% | Ospiti: Gunther Hirschfelder, Pietrangelo Buttafuoco, Arinbjörn Vilhjálmsson, Ragnhildur Jonsdottir, Silla Berg, Telma Huld Johannisdótir, Lewis Dartnell, Benedicte Savoi, Johannes Krause, Karen Strehlow, Adalheidur Gudmundsdóttir, Thomas Hylland Eriksen, Dany Adone, Mbemuu Karipata, Matjiua Hengua, Purity Kiura, Kaye Whitehead, Peggy Brunache |
| 6       | 21 dicembre 2024 | Apocalisse tsunami              | 863.000        | 5,65% | Ospiti: Pietrangelo Buttafuoco, Widari Dawan, Stu Breisch, Sameth Dharmasaroja, Frederik Bornesand, Sarah Widelius, Kalle Widelius, Stefan Kühn, Sally Nelson Breisch, Kim Peatfield, Tristan Peatfield, Filippo Inzaghi, Ilona Staller, Ornella Muti, Thard Thale, James Lawrence, Phil Gibbard, Barry Hirshorn, K.K, Alessandro Amato                   |